# Дана Велдјакова
Дана Велдјакова (слч. Dana Velďáková; Рожњава, 3. јун 1981) је словачка атлетичарка, која се такмичи у следећим дисциплинама: 100 м препоне, скок удаљ, седмобој, а највећи успех је постигла у троскоку. Чланица је АК Академик Кошице. Висока је 1,78 м и тешка 61 kg. Има сестру близнакињу Јану која се такође бави атлетиком.
На Европском првенству у дворани 2009. у Торину постигла је свој највећи успех освајањем бронзане медаље у троскоку.
На атлетском ЕЛАН митингу 2. фебруара 2009. поправила је рекорд Словачке у троскоку у дворани са 14,21 на 14,27. После недељу дана поново је оборила рекорд 13. фебруара скоком од 14,30 м у Диселдорфу..

## Лични рекорди

### на отвореном:
- 100 м препоне — 14,38 с 29. септембар 2001. Кошице Словачка
- скок удаљ — 6,56 м 7. јун 2008. Праг, Чешка Република
- троскок — 14,51 м НР 11. мај 2008, Павија, Италија
- седмобој — 5.191 бодова — 30. септембар 2001 Кошице Словачка

### у дворани:
- 60 м — 7,73 с 21. јануар 2006, Братислава Словачка
- скок удаљ — 6,43 м 13. фебруар 2005, Братислава Словачка
- троскок — 14,40 м 8. март 2009, Торино, Италија